# 武部六藏
武部六藏（たけべ ろくぞう，1893年1月1日—1958年1月19日），日本石川縣人，企劃院次長、國務院總務廳總務長官。

## 生平
武部六藏是原加賀藩士、長崎县師範学校長教授、武部直松的四子，生于長崎。早年，武部六藏先后入東京府立四中、第一高等学校。1918年7月，自東京帝国大学法科大学法律学科（独法）获優等毕业，被授予銀時計。1916年10月，参加文官高等試验行政科試验合格。1918年7月，入内務省的東京府属兼内務属，隶属地方局府县課。
1919年10月，就任長崎县理事官、内務部農林課長。以後，历任福冈县学務課長，内務事務官，都市計画局、帝都復興院書記官，建築局庶務課長兼营繕課長、復興局建築部庶務課長、復興局長官官房計画課長、復興局長官官房文書課長、復興事務局文書課長、計画課長、庶務課長、兼内務書記官，内務大臣秘書官、内務書記官，大臣官房会計課長。
1932年6月，就任秋田县知事。1935年1月，转任关東局司政部長，后任该局总長。1939年1月，任企画院次長，后任该院总裁心得。1940年7月，就任满洲国国務院总务長官，任至1945年8月日本投降。
1945年9月，武部六藏遭西伯利亚抑留。1950年7月，作为战犯被中華人民共和国引渡，收容入撫順战犯管理所。因脑軟化症造成半身不遂，于1956年7月归国。
1958年1月19日，武部六藏逝世。

## 家庭
- 兄 武部欽一（文部官僚・教育者）
- 女婿 河村勝（铁道官僚・政治家）

## 延伸阅读
- 田浦雅徳、古川隆久、武部健一編『武部六蔵日記』芙蓉書房出版、1999年。
- 武部健一編『武部六蔵昭和三年滞欧日記』武部健一、2006年。
- 古川隆久『あるエリート官僚の昭和秘史 - 「武部六蔵日記」を読む』芙蓉書房出版、2006年。